# ホランド・テイラー
ホランド・テイラー（Holland Taylor、1943年1月14日 - ）は、アメリカ合衆国の女優。フィラデルフィア出身。『ワンダーランド駅で』の監督ブラッド・アンダーソンは甥にあたる。

## 出演作品
- 愛しき暗殺者 The Next Man (1976)
- ロマンシング・ストーン 秘宝の谷 Romancing the Stone (1984)
- ナイルの宝石 The Jewel of the Nile (1985)
- 結婚の条件（英語版） She's Having a Baby (1988)
- アリス Alice (1990)
- コップ・アンド・ハーフ Cop and ½(1993)
- 誘う女 To Die For (1995)
- キルトに綴る愛 How to Make an American Quilt (1995)
- 悪魔たち、天使たち Steal Big Steal Little (1995)
- 素晴らしき日 The Fine Day (1996)
- シネマチックな恋人 Just Write (1997)
- ジャングル・ジョージ George of the Jungle (1997)
- トゥルーマン・ショー The Truman Show (1998)
- ワンダーランド駅で Next Stop Wonderland (1998)
- 僕たちのアナ・バナナ Keeping　the Faith(2000)
- フォルテ TOWN & COUNTRY (2001)
- シンデレラII Cinderella II: Dreams Come True (2002)
- スパイキッズ2 失われた夢の島 Spy Kids 2: Island of Lost Dreams (2002)
- スパイキッズ3-D:ゲームオーバー Spy Kids 3-D:Game Over (2003)
- 恋のミニスカウエポン D.E.B.S.(2004)
- Lの世界 the L word (2004-2008) ゲスト
- シンデレラIII 戻された時計の針 Cinderella III: A Twist in Time(2007)
- 宇宙探査艦オーヴィル The Orville (2017)
- ミスター・メルセデス Mr. Mercedez (2017-2019)
- グロリア 永遠の青春 Gloria Bell (2018)
- ザ・モーニングショー The Morning Show (2019-)
- 好きだった君へ: P.S.まだ大好きです To All the Boys: P.S. I Still Love You (2020)
- ハリウッド Hollywood (2020) メインキャスト
- ビルとテッドの時空旅行 音楽で世界を救え! Bill & Ted Face the Music (2020)
- 私の人生、代役に頼んでみた The Stand In (2020)
- 好きだった君へ: これからもずっと大好き To All the Boys: Always and Forever (2021)